# Сан Касијано (Болцано)
Сан Касијано је насеље у Италији у округу Болцано, региону Трентино-Јужни Тирол.
Према процени из 2011. у насељу је живело 431 становника. Насеље се налази на надморској висини од 1532 м.